# BCM Europearms F-Class open
Il BCM Europearms F-Class Open è un fucile di precisione/competizione costruito dalla ditta italiana BCM Europearms. È una carabina costruita per la categoria F-Class Open da cui prende il nome, quindi è progettata per il tiro a media distanza.
Nel nome della categoria di questa disciplina, la specifica Open identifica una categoria libera, poiché per cui gli unici vincoli presenti sono legati al calibro (non superiore agli 8 mm, divieto del freno di bocca e peso complessivo non superiore ai 10 kg.
L'azione è in acciaio 17/4 Ph, la calciatura è una McMillan F-Class (costruita apposta per queste competizioni), lo scatto è Jewell BR.
L'F-Class Open è disponibile in calibro: 6.5x47 Lapua, 6.5/284 Norma, 6 BR Norma e 308 Winchester.